# غلاب العنزي
غلاب محمد العنزي (مواليد 13 يونيو 1999) هو لاعب كرة قدم سعودي.
لعب سابقاً في نادي الشباب في الفئات السنية و انتقل إلى نادي الحزم في صيف 2019 و أعير إلى نادي الشعلة مطلع عام 2021 و أعير إلى نادي الشعلة مطلع عام 2021 و أعير إلى نادي الجبلين في صيف 2021 و لعب بعدها مع نادي الشعلة ونادي العلا.

## وصلات خارجية
- غلاب العنزي على موقع Soccerway.com (الإنجليزية)
- غلاب العنزي على موقع كووورة